# منصف الشرقس
منصف الشرقس (انگلیسی: Moncef Chargui؛ زادهٔ ۷ اوت ۱۹۵۸) بازیکن فوتبال اهل تونس است.
از باشگاه‌هایی که در آن بازی کرده‌است می‌توان به باشگاه فوتبال آفریقایی اشاره کرد.
وی همچنین در تیم ملی فوتبال تونس بازی کرده‌است.